# Glenea pendleburyi
Glenea pendleburyi är en skalbaggsart som beskrevs av Fisher 1935. Glenea pendleburyi ingår i släktet Glenea och familjen långhorningar. Inga underarter finns listade i Catalogue of Life.